# Далтон, Джейкоб
Джейкоб «Джейк» Далтон (род. 19 августа 1991 года) — американский гимнаст, член команды университета Оклахомы и сборной команды по гимнастике США. Вырос в Рино, штат Невада. Представлял США на летних Олимпийских играх 2012 в Лондоне. Основал свою линию одежды для атлетов.

## Биография
Далтон получил образование в Spanish Springs High School, тренировался в тренажерном зале Невады под руководством тренера Андрея Пиледжи. После окончания университета в 2009 году выступал на соревнованиях по спортивной гимнастике за университет Оклахомы. Женат на гимнастке.

## Спортивные достижения
В 2009 и 2011 годах Далтон был чемпионом США в опорном прыжке, в 2011 году — чемпионом в вольных упражнениях, он — золотой призёр зимнего чемпионата Winter Cup Challenge 2011 года.
Далтон был членом сборной США, которая завоевала бронзовую медаль на чемпионате мира 2011 года по спортивной гимнастике в Токио, Япония.
В 2013 году Далтон завоевал бронзовую медаль на чемпионате P&G National Championships. Серебряную медаль в вольных упражнениях он завоевал на чемпионате мира по спортивной гимнастике в 2013 году. В 2015 году Дальтон получил травму и не участвовал в национальных чемпионатах.
В 2016 году выполненный им новый элемент на брусьях был назван в его честь.

### Олимпиада
В 2012 году в Лондоне Далтон был членом олимпийской сборной команды. Там он в составе сборной США занял пятое место.
25 июня 2016 года Далтон вошёл в состав мужской сборной команды США по мужской спортивной гимнастике для участия в Олимпийских играх. Он представлял Соединенные Штаты на летних играх 2016 года в Рио-де-Жанейро со спортсменами: Сэмом Микулак (Mikulak), Джоном Ороско, который из-за травмы был позже заменен на Деннелла Лейва, Алексей Наддор (Naddour) и Крис Бруксом.

## Примечание
1. ↑  アーカイブされたコピー. Дата обращения: 15 октября 2011. Архивировано 7 сентября 2011 года. Jacob Dalton — University of Oklahoma profile
2. ↑  http://usagym.org/pages/athletes/athleteListDetail.html?id=322928 Архивная копия от 18 августа 2016 на Wayback Machine USA Gymnastics Profile: Jacob Dalton
3. ↑  Sam Mikulak three-peats at P&G Championships on fall-filled day — OlympicTalk. Дата обращения: 17 августа 2016. Архивировано 6 сентября 2015 года.
4. ↑  Eight new elements named, added to Men's Gymnastics Code of Points. Дата обращения: 11 марта 2016. Архивировано 6 августа 2016 года.
5. ↑  Quinn, Sam. Olympic Results 2012: US Men Gymnasts' Show in Team Final Is Huge Disappointment. TBS. Дата обращения: 28 февраля 2013. Архивировано 3 ноября 2012 года.
6. ↑  Graves, Will (25 июня 2016). National Champion Sam Mikulak Leads US Men's Gymnastics Team. ABC News. Архивировано 1 июля 2016. Дата обращения: 26 июня 2016.